# Georges Caussade
Pour les articles homonymes, voir Caussade.
Georges Caussade, né le 20 novembre 1873 à Port-Louis (île Maurice) et mort le 5 août 1936 à Chanteloup-les-Vignes, est un pédagogue et compositeur français.

## Biographie
Georges Caussade étudie au Conservatoire de Paris et obtient son premier prix d'harmonie en 1893 dans la classe d'Antoine Taudou puis celui de contrepoint et fugue en 1896 dans la classe de Théodore Dubois,. Il est nommé enseignant dans l'institution qui l'a formé pour le contrepoint en 1905 puis pour la fugue en 1921 jusqu'à sa mort en 1936. Il publie en 1931 une Technique de l'harmonie. Marié à Simone Plé-Caussade (1897-1986), compositrice et pianiste, elle lui succède au poste de professeur de fugue au Conservatoire à sa mort en 1936. Albert Alain, Jehan Alain, Georges Auric, Elsa Barraine, Lili Boulanger,  Georges Dandelot, Georges Friboulet, Georges Hugon,  Eugène Lapierre, Jeanne Leleu, Gaston Litaize, Léon Manière, Melcher Melchers, Jean Rivier, Marcel Tournier furent ses élèves.

## Ouvrages
- Selgar et Moina, drame lyrique
- La Légende de saint George[6]